# Mastrus hydrophilus
Mastrus hydrophilus är en stekelart som först beskrevs av William Harris Ashmead 1890.  Mastrus hydrophilus ingår i släktet Mastrus och familjen brokparasitsteklar. Inga underarter finns listade i Catalogue of Life.